# Josep Maria Salarich i Reynés
Josep Maria Salarich i Reynés (Barcelona, 31 de maig de 1937 - Barcelona, 14 de juliol de 2013) fou un jugador d'hoquei sobre patins català de les dècades de 1950 i 1960 que jugava de davanter.

## Trajectòria
Es formà al club Maristes de Sant Joan, club amb el qual guanyà el campionat d'Espanya juvenil la temporada 1954-55. La temporada següent fou fitxat pel Cercle Barcelonista, club amb el qual arribà a ascendir a Primera Categoria. El 1958 ingressà al CP Voltregà, club on visqué la major part de la seva carrera i guanyà nombrosos títols. Posteriorment jugà a DC Mataró, CE Vendrell i CF Terrassa. Amb la selecció espanyola jugà entre 1959 i 1965 i guanyà el Campionat del Món de 1964.

## Palmarès
CP Voltregà
- Copa d'Europa:
  - 1965-66
- Lliga Nacional:
  - 1964-65
- Campionat d'Espanya:
  - 1960, 1965
- Campionat de Catalunya:
  - 1959, 1962, 1963, 1965
- Copa de les Nacions:
  - 1961

Espanya
- Campionat del Món:
  - 1964
- Campionat d'Europa juvenil:
  - 1955